# 市民广场 (台州市)
28°39′36″N 121°24′35″E / 28.65989°N 121.40967°E

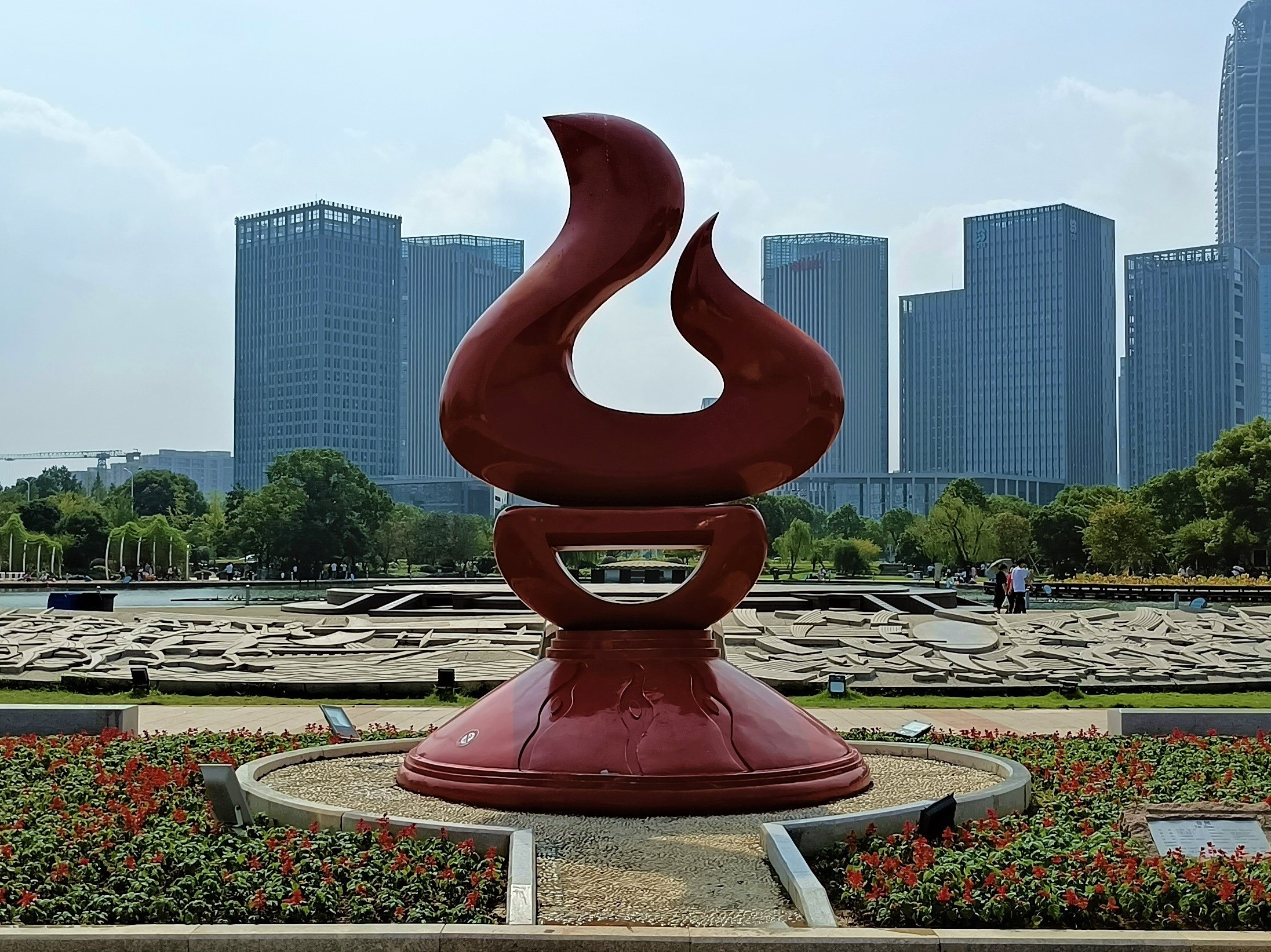
台州市民广场“台”字雕塑

台州市民广场位于台州市椒江区白云山麓，台州市中心区中央绿轴东北端，台州市行政中心大楼西面。广场总占地面积22.84公顷，总投资2.2亿元，2001年底开工兴建，2003年5月竣工，主要由集会广场、文化广场和水景公园三部分组成。未来，市民广场附近将设立一个市域铁路地下车站，名为“台州市域铁路S2线市民广场站”。

## 组成部分
台州市民广场主要由水景公园、集会广场、文化广场三个部分组成。

### 水景公园
水景公园景点建于2003年，占地约7.5万平方米，占整个市民广场总面积的三分之一。公园内有人工湖、九孔桥、音乐喷泉、幕电影等等。

#### 人工湖
人工湖是根据台州市“三区两市四县”地图形状设计而成的。

#### 九孔桥
人工湖上的九孔桥象征着台州九个县市区连成一体。

#### 喷泉
水景公园中的喷泉是通过声音、光线、喷泉形状等营造出雄伟的气势。

#### 水幕电影
水幕电影通常在夏天的夜晚开演，市民可以看到画面被投射到喷泉的效果。

### 集会广场
集会广场可容纳5万人开会，为市民集会的场所。

### 文化广场
文化广场为市民的休闲的场所。